# 7856 Viktorbykov
7856 Viktorbykov è un asteroide della fascia principale. Scoperto nel 1975, presenta un'orbita caratterizzata da un semiasse maggiore pari a 3,1919748 UA e da un'eccentricità di 0,1441038, inclinata di 6,16478° rispetto all'eclittica.